# シュガエフ脱離
シュガエフ脱離（シュガエフだつり、Chugaev elimination）とは、有機化学における脱離反応の一種で、O-アルキルキサントゲン酸エステルを熱分解してアルケンを得る反応のこと。あるいはその反応を鍵として一級アルコールからアルケンを得る脱水反応（下式）のこと。この名前はロシアの化学者、レフ・アレクサンドロヴィチ・シュガエフ (Lev Aleksandrovich Chugaev, 1873年-1922年) にちなむ。
まず、アルコールから塩基で発生させたアルコキシドに二硫化炭素を作用させると O-アルキルキサントゲン酸アニオンができる。このときヨードメタンを共存させておき、S-メチルエステルとする。
このエステルを 200 ℃ 程度に加熱すると、下式のように協奏的なシン脱離が起こりアルケンが得られる。6員環状の遷移状態を経て、β-炭素上の水素原子が硫黄上へと 1,5-転位する。アルケンとともに副生するエステルは、続いて硫化カルボニル (O=C=S) とメタンチオール (CH3SH) へと分解する。